# Johnius macrorhynus
Johnius macrorhynus es una especie de pez de la familia Sciaenidae en el orden de los Perciformes.

## Morfología
• Los machos pueden llegar alcanzar los 30 cm de longitud total.

## Hábitat
Es un pez de clima tropical y bentopelágico.

## Distribución geográfica
Se encuentra desde la India y Sri Lanka hasta el Mar de la China Meridional, Borneo y la Península de Malaca.

## Observaciones
Es inofensivo para los humanos.